# تصنيف نجمي

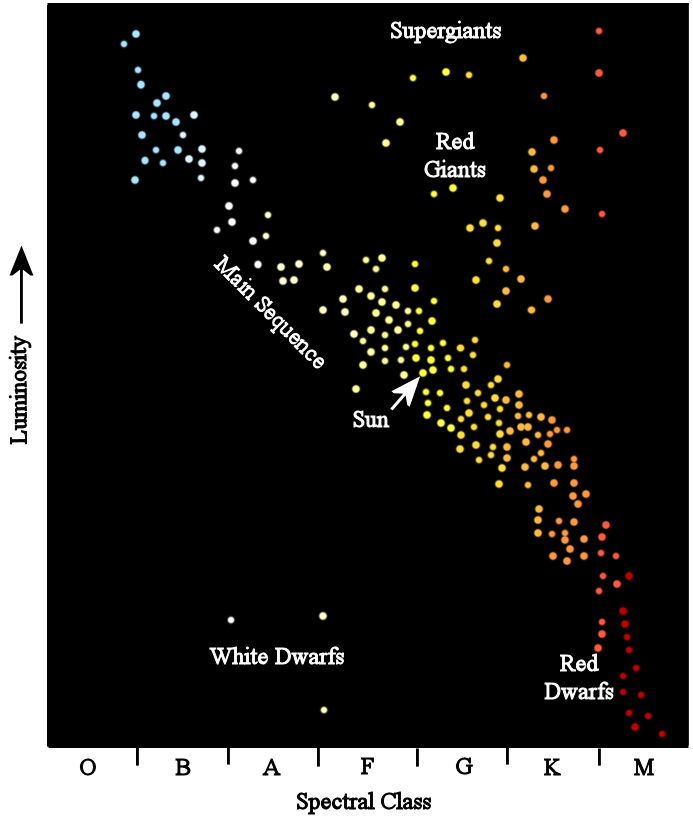
رسم بياني تصنيف هرتسبرونغ-راسل يبين النسق الأساسي في تصنيف النجوم، وصفات الشمس بينها. المحور الأفقي يبين فئات الطيف وبالتالي درجات حرارة سطح النجم (منخفضة إلى اليمين مرتفعة إلى اليسار)، والمحور الراسي يعطي نسبة ضياء النجم إلى ضياء الشمس، وتبلغ تلك النسبة في أعلى الرسم نحو 500.000 مرة أشد من ضياء الشمس.

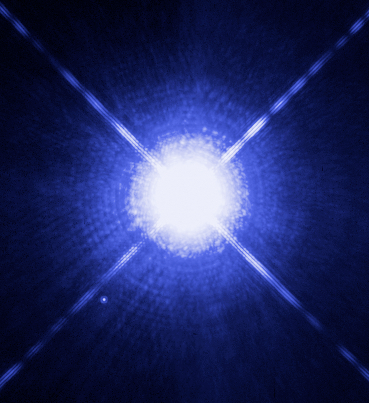
تصنف الشعرى اليمانية أ A1V بينما الشعرى اليمانية ب تصنف ك DA2

في علم الفلك، التصنيف النجمي هو تصنيف النجوم على أساس خصائصها الطيفية. رتبة النجم الطيفية هي رتبة للنجم تصف التأين في طبقة النجم الخارجية (سطح النجم)، حيث يتم حث الذرات ليتم إطلاق الضوء، مما يعطي طريقة عملية لقياس درجة حرارة سطح النجم. يتم تحليل الضوء القادم من النجم عن طريق فصل مكوناته بواسطة جهاز فصل الطيف، ليتم فصل الفوتونات القادمة في هيئة خطوط ضوئية لها ألوان قوس قزح مفصولة بخطوط امتصاص. كل خط امتصاص يشير إلى أيون لعنصر كيميائي معين. وجود هذه خطوط الامتصاص في الطيف يدل على درجة حرارة سطح النجم المؤثرة على الأيون.
تُصنَّف معظم النجوم حالياً باستخدام الأحرف O وB وA وF وG وK وM، حيث نجوم O هي الأسخن والأحرف المتتابعة تشير إلى التدرج في البرودة حتى نصل إلى الحرف M وهو الأبرد. عادةً تكون نجوم O ذات لون أزرق، وB بلون أزرق مبيضّ، وA بلون أبيض، وF بلون أبيض مصفرّ، وG بلون أصفر، وK بلون برتقالي وM بلون أحمر. لكن لون النجم الفعلي قد يختلف قليلاً حسب درجة حرارة النجم وخصائصه.
في نظام تصنيف النجوم الحالي، وهو نظام مورغان-كينان، يتم إضافة أرقام من 0 إلى 9 إلى الحرف الذي يشير إلى الطيف (O B A F G K M) ليشير هذا الرقم إلى عُشر الاختلاف بين حرفين متتاليين، مثال على ذلك A5 هو خمسة أعشار بين A0 وF0. هناك وصف آخر متضمن أيضاً في نظام مورغان-كينان وهو شدة الإضاءة والتي يتم التعبير عنها بالأعداد الرومانية I II III IV V، والتي تعبر عن عرض خيط امتصاص واحد في طيف النجم. توصل العلماء إلى أن هذه الصفة هي مقياس عام لحجم النجم، وبالتالي إلى مجموع الإضاءة الخارجية من النجم. الرتبة 0 أو Ia+ تسمى نجمًا مفرط العملقة، أما الرتبة I فتسمى نجمًا فائق العملقة، وأما الرتبة III فتسمى عملاقًا منتظمًا، والرتبة V هي نجوم قزمة أو نجم بحجم عادي. مثال على ذلك الشمس التي لديها الرتبة الطيفية G2V والذي يعني أنه نجم أصفر لكن أقرب بعُشرَين للبرتقالي وبحجم نجم عادي. ألمع نجم في السماء نجم الشعرى اليمانية لديه الرتبة الطيفية A1V.

## أنواع النجوم
هناك العديد من الأنواع وأصناف النجوم. تلك التي تحول الهيدروجين بشكل نشط بواسطة الاندماج النووي إلى الهيليوم في مركزها، تدعى نجوم «النسق الأساسي». النسق الأساسي هو المرحلة الأولى بعد الولادة. نجوم النسق الأساسي لها تركيب كيميائي مشابه لتركيب الشمس. النجم الأعلى كتلة في النسق الأساسي هو الأكبر قطرًا وحرارة (باللون الأزرق). تتراوح أحجام نجوم النسق الأساسي بين حوالي 5% من حجم الشمس (التي قطرها 1.5 مليون كيلومتر - تقريبا 109 أرض) (النجوم في أسفل النسق تكون حمراء)، إلى حوالي عشرة أضعاف قطر الشمس (زرقاء). ودرجات حرارة سطحيّة من حوالي 3.000 درجة كلفن (أحمر) إلى حوالي 50.000 كلفن (أزرق أو أبيض) (سطح الشمس 5.800 كلفن - أصفر -). في بداية القرن العشرين قسـّم الفلكيون النجوم إلى سبع مجموعات أعطوا الحروف الأبجدية رمزا يتعلّق بدرجة الحرارة السطحيّة.

## تحليل الطيف

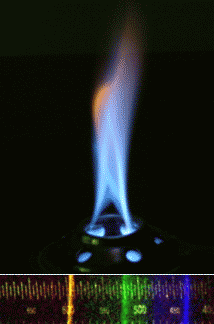
شعلة موقد كحولي ذو طيف انبعاث في 3 خطوط لأطوال الموجات الضوئية. ترى الثلاثة خطوط ضوئية أسفل الشكل: طول موجة 430 نانومتر أزرق، طول موجة 530 نانومتر أخضر، وطول موجة 600 نانومتر أصفر.

سبب اختلاف ألوان النجوم يعود لاختلاف درجة حرارة النجوم، فالنجوم الزرقاء تعتبر أكثر النجوم حرارة وأقلها عمراً، ومع استمرار النجم في التوهج يستهلك النجم طاقته من الهيدروجين والهيليوم ويبدأ بإنتاج العناصر الأثقل بسبب عملية الاندماج النووي في قلب النجم، ومع انخفاض الهيدروجين مع تقدم عمر النجم تقل تفاعلات الاندماج النووي فتنخفض درجة حرارة النجم ويتغير لونه نحو الأصفر ثم الأحمر. الأطياف الضوئية الأقرب للبنفسجي مثل الأزرق تكون أعلى طاقة من تلك الأقرب للأحمر، ولذلك تطلق النجوم الفتية والتي تكون درجة حرارتها عالية الطيف الأزرق بنسبة أعلى من باقي الأطياف الضوئية فتظهر هذه النجوم باللون الأزرق، وكذلك للنجوم الصفراء الأقل حرارة حيث يكون الطيف الأصفر هو الأعلى بين باقي الأطياف في مجموع طيف النجم.
الطيف الضوئي الواصل من النجوم لا يكون فقط بلون واحد، بل يطلق النجم الضوء بكل أطيافه لكن تكون نسبة لون معين أكثر من باقي الألوان. معظم النجوم بيضاء والسبب هو إطلاقها لجميع أطياف الضوء بكميات متقاربة فتظهر هذه النجوم باللون الأبيض وهو اللون الناتج عن مزج جميع ألوان الطيف الضوئي. أما النجوم الصفراء فتطلق كميات أكبر من الطيف الأحمر مقارنة مع باقي الأطياف الضوئية فتظهر بالأصفر.
طيف النجم يحمل بصمة النجم، ومن خلال دراسة طيف النجم يتم معرفة درجة حرارة النجم وتركيب غلافه الجوي وضيائه والكثير من صفات النجم الأخرى. ويُفيد أيضاً في تحديد بُعد النجوم فبعد تحديد ضيائها تتم مقارنته بلمعانها ومعرفة بعدها بالتالي.

## مبدأ تصنيف الطيف

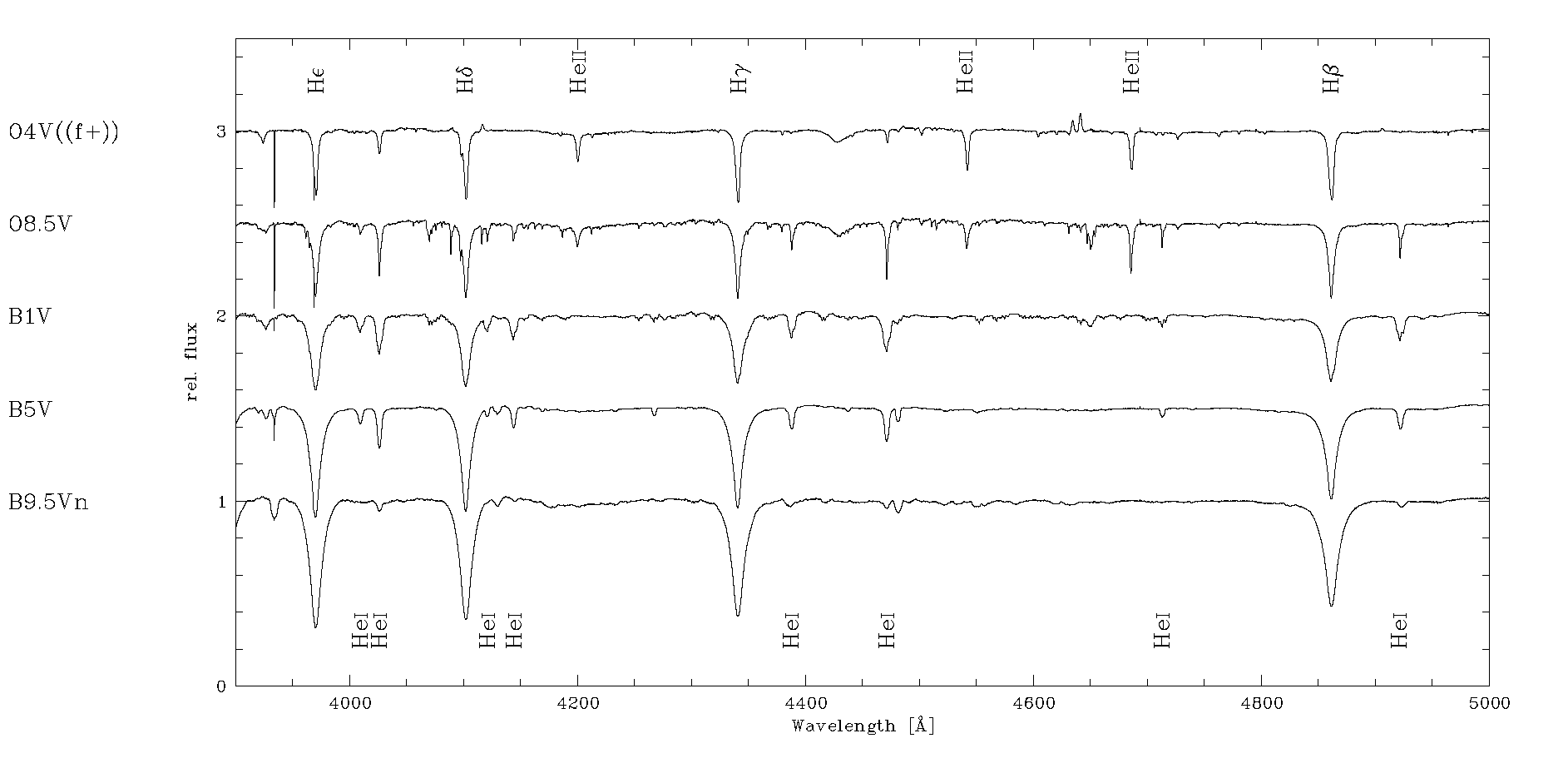
أطياف بعض نجوم النسق الأساسي وهي معلمة بخطوط الهيليوم He II (يوجد بكثرة في نجوم النسق الأساسي نوع-O)، والهيليوم I (الذي يوجد بكثرة في نجوم-B)، علاوة على خطوط سلسلة بالمر ، وهذه توجد بكثرة في نجوم B المتأخرة في العمر ونجوم A الشابة.

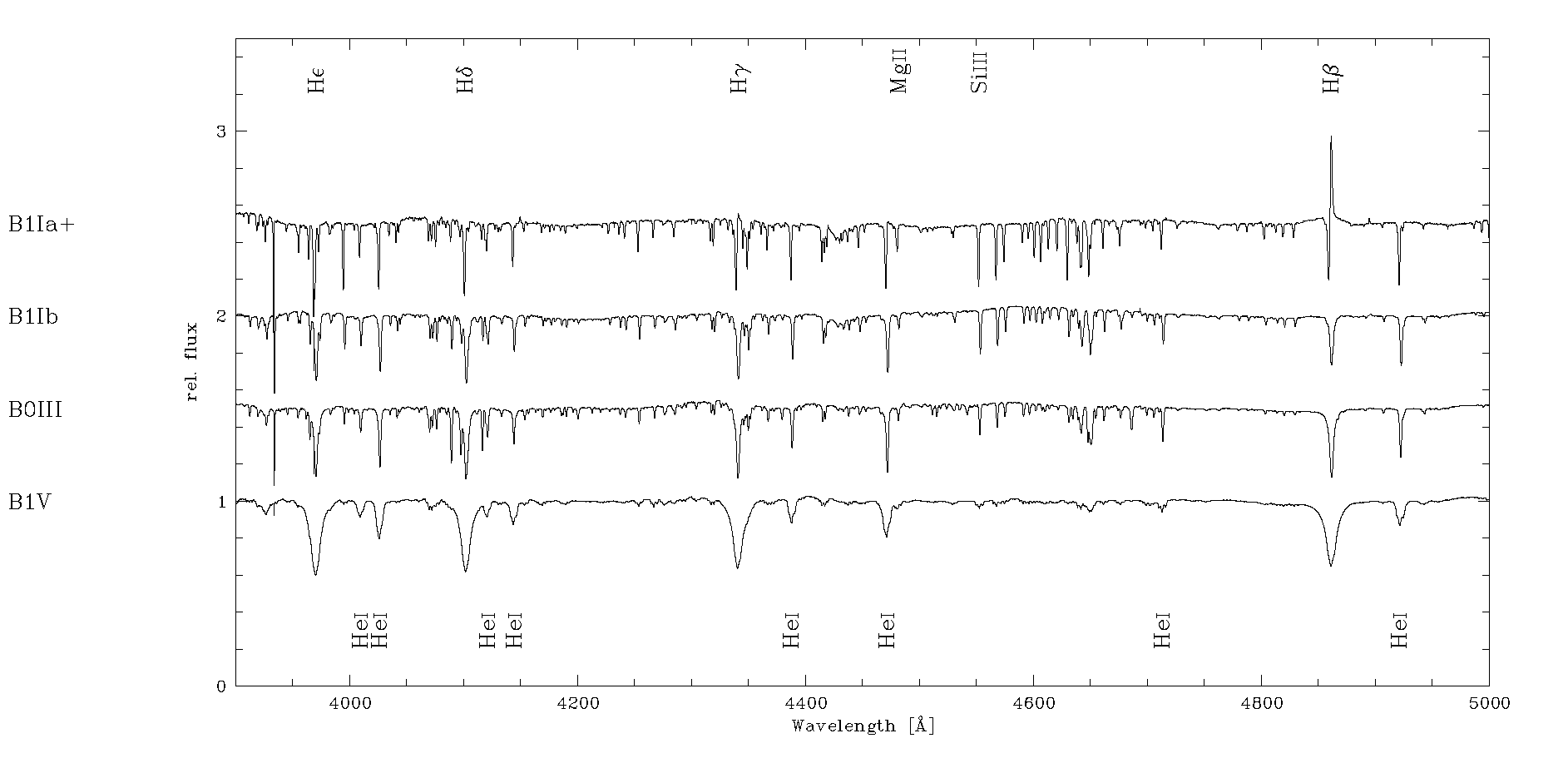
أطياف نجوم من التصنيف B المتقدم في العمر. تقل شدة سلسلة بالمر فيها وتظهر خطوط طيف المغنسيوم MgII ، وطيف السيليكون SiIII. ويلاحظ أن نسبة HeI/MgII تكاد تكون لم تتغير.

في نظام تصنيف إم-كي (اختصارا لاسمي العالمين اللذان اقترحاه وهما وليام مورجان و«فيليب كينان») تقارن الأطياف الضوئية للنجوم بأطياف «نجوم عيارية». كما تستعمل أجهزة «عيارية» للقياس بحيث تتوافق ظروف القياس ويتم بذلك التأكد من تغيرات قد تكون موجودة بين طيف نجم نريد تحليل ضوئه وأطياف النجوم العيارية. ونظرا للتقدم الحادث في تطوير الأجهزة الفلكية فقد تطور أيضا تصنيف إم-كي MK-System وتحسن تباينه (القدرة على فصل خطوط الطيف بوضوح). كما زاد عدد النجوم العيارية، واستغنى العلماء عن بعض أطياف النجوم العيارية التي لم تكن واضحة تماما في نظام التصنيف. وينحصر نطاق طول الموجة للأطياف في نظام تصنيف إم-كي بين 39.

## تاريخ التصنيف

مخطط هرتسبرونغ-راسل : تصنيف أطياف النجوم. مجموعة النسق الأساسي هي تصنيف V وتضم الشمس. (أنظر أعلاه). التصنيف الحديث يعتمد على الحروف الأبجدية الموضحة على المحور الأفقي.

مقارنة بين حجمي النطاق Aa والشمس.النطاق Aa من التصنيف O9.

بدأت محاولات تصنيف أطياف النجوم عن طريق توضيح الصلة بين ضياء نجم ودرجة حرارته، وقام بها «أنجلو سكي» الإيطالي في عام 1865، وصنف النجوم في 3 تصنيفات. ثم اقترح «هيرمان فوجل» الألماني عام 1874 نظام يضم نظريات ذلك العهد عن تطور النجوم. وحسن أنجلو سكي تصنيفه في عام 1868 وصنف اطياف النجوم في 4 تصنيفات أساسية، كالآتي:
- فئة I : نجوم بيضاء وزرقاء، تبدي خطوط طيف واضحة للهيدروجين (تضنيف A)
- فئة II : نجوم صفر، تبدي طخطوطا ضعيفة للهيروجين، وتبدي خطوطا واضحة للمعادن (تصنيف G وK)
- فئة III : نجوم برتقالي وحمراء تبدي أطيافا معقدة (تصنيف M)
- فئة IV : نجوم حمراء تشتد فيها خطوط الكربون (نجوم كربونية)

ثم أزاد عليهم التصنيفات التالية عام 1878:
- فئة V : خطوط طيف ناصعة (Be وBf وغيرها)

قام «هنري درابر» بتحليل أطياف نجوم كثيرة، وتبعه «إدوارد بيكرينج» عام 1890 وتعاون مع «ويليامينا فليمنج» و«أني كانون» واقترحوا تصنيفا جديدا استخدمو فيه الحروف الأبجدية المتتابعة من A إلى Z
طبقا لسلسلة بالمر (وهي تبين انتقالات الإلكترونات التي تصدر خطوط طيف الهيدروجين. ثم استعيض عن ذلك باستمرار البحث العلمي «بتصنيف هارفارد» والتي تقسم الأطياف إلى الأنواع Q - A.
ثم لاحظت «أني كانون» بعد ذلك أن ترتيب التصنيفات يحتاج إلى تعديل، حيث تأتي النجوم-O البيضاء والزرقاء الشديدة السخونة بعد النجوم الحمراء M وN التي تقل فيها درجة الحرارة. فكان الاقتراح بأن يتم التصنيف على أساس درجة حرارة النجم. وفي عام 1912 إجري التصنيف على هذا الأساس الجديد الذي يعتمد على درجة حرارة سطح النجم ونتج التصنيف في 7 فئات الذي يستخدم حتى الآن لتصنيف أطياف النجوم.

## تصنيف سكتشي
خلال الفترة ما بين عامي 1860 و1870 قام الكاهن «سكتشي» بتمهيد الطريق أمام التصنيف الطيفي النجمي الحديث بإنشائه لتصنيف «سكتشي» وهو تصنيف قديم لأطياف النجوم. وبحلول عام 1866 كان قد أنشأ 3 أنواع لأطياف النجوم، وتابع بعدها حتى أنشأ 5 أنواع رئيسية لأطياف النجوم.
- نوع I:

نجوم بيضاء وزرقاء تملك خطوط هيدروجين واضحة وقوية، وهذا النوع يتضمن نوع "A" الحديث ونوع "F" القديم، ومن النجوم من هذا النوع: النسران الواقع والطائر.
- نوع II:

نجوم صفراء تملك خطوط هيدروجين بقوة منخفضة، وهذا النوع يتضمن نوعي "G" و"K" الحديثين ونوع "F" القديم، ومن النجوم من هذا النوع: الشمس والسماك الرامح.
- نوع III:

نجوم لونها ما بين برتقالي وأحمر، وهذا النوع هو تقريبا نفس نوع "M" الحديث، ومن النجوم من هذا النوع: قلب العقرب ومنكب الجوزاء.
- نوع IV:

نجوم حمراء كربونية.
- نوع V:

هي نجوم ذات خطوط ابتعاثية مثل «غاما ذات الكرسي».
وفي أواخر عام 1890م بدأ تصنيف «هارفارد» يحل محل هذا التصنيف، والذي قام بتصنيف الأنواع الأخرى من النجوم.

## تصنيف هارفارد
أول مرة استخدم فيها تصنيف هارفارد كانت في تسعينيات القرن التاسع عشر بواسطة فلكيين من جامعة هارفارد (ومن هنا جاءت التسمية). يُقسّم تصنيف هارفارد أطياف النجوم إلى سبع درجات - أنواع - رئيسية، مُرتبة بحسب درجة حرارة السطح من الأسخن إلى الأبرد حيث أنها بالترتيب التالي:
| النوع | الحرارة (كلفن)  | اللون               | اللون الظاهري       | الكتلة (كتلة شمسية) | نصف القطر (نصف قطر شمسي) | الضياء (البولومتري) | خطوط الهيدروجين |
| ----- | --------------- | ------------------- | ------------------- | ------------------- | ------------------------ | ------------------- | --------------- |
| O     | ≥ 30,000 ك      | أزرق                | أزرق                | ≥ 16 M☉             | ≥ 6.6 R☉                 | ≥ 30,000 L☉         | ضعيف            |
| B     | 10,000–30,000 ك | بين أزرق وأزرق مبيض | أزرق مبيض           | 2.1–16 M☉           | 1.8–6.6 R☉               | 25–30,000 L☉        | متوسط           |
| A     | 7,500–10,000 ك  | أبيض                | بين أبيض وأبيض مزرق | 1.4–2.1 M☉          | 1.4–1.8 R☉               | 5–25 L☉             | قوي             |
| F     | 6,000–7,500 ك   | أبيض مصفر           | أبيض                | 1.04–1.4 M☉         | 1.15–1.4 R☉              | 1.5–5 L☉            | متوسط           |
| G     | 5,200–6,000 ك   | أصفر                | أبيض مصفر           | 0.8–1.04 M☉         | 0.96–1.15 R☉             | 0.6–1.5 L☉          | ضعيف            |
| K     | 3,700–5,200 ك   | برتقالي             | برتقالي أصفر        | 0.45–0.8 M☉         | 0.7–0.96 R☉              | 0.08–0.6 L☉         | ضعيف جدا        |
| M     | ≤ 3,700 ك       | أحمر                | أحمر برتقالي        | ≤ 0.45 M☉           | ≤ 0.7 R☉                 | ≤ 0.08 L☉           | ضعيف جدا        |

بيانات الكتلة والقطر والضياء المُبيّنة في الجدول لا تصلح إلا لنجوم النسق الأساسي (وهو يُمثل جزءاً من حياة النجوم) وبالتالي فهو غير مناسب لبعض أنواع النجوم مثل العمالقة الحمراء. والدرجات الرئيسية في التصنيف تنقسم بدورها إلى درجات فرعية مُرقّمة بالأعداد العربية (0 - 9). فمثلاً، النجوم من درجة "A0" هي أكثر نجوم النوع "A" حرارة و"A9" هي أكثرها برودة. وشمسنا تنتمي إلى درجة حرارة سطحية مقدارها 5.780 كلفن، وفئة طيفية "G2".

## التصنيف الحالي
المجموعة الكاملة الآن هي OBAFGKMLT، وكل مجموعة من تلك تقسم إلى عشرة تقسيمات فرعية من الأسخن إلى الأبرد، وتُستعمل الارقام من صفر إلى الرقم 9، وعلى سبيل المثال يعتبر O0  أحر نجم، أما شمسنا فهي تعتبر في التصنيف G. وباستخدام النظام العشري يجعل الشمس في التصنيف G2 ، عموما التصنيف يشتق من أطياف النجوم.
حديثا تم إضافة تصنيفين أخرى ن لتفسير النجوم الحمراء الضعيفة التي اكتشفت بالتقنيات الجديدة:
- L - (من 1.500 إلى 2.000 كلفن)
- T - (نحو 1.000 كلفن)

## تصنيف أطياف النجوم
الصورة التالية تُبيّن تصنيف أطياف النجوم بألوان قريبة جدا للتي نراها بالعين المجردة. وهي مرتبة حسب حرارة أسطحها وبحسب أحجامها:

تصنيف "مورغان-كينان" الطيفي للنجوم. الشمس من تصنيف G ولونها أصفر برتقالي، وتعتبر متوسطة الحجم.

### نوع O
النجوم من نوع نجم-أو ساخنة جدا وذات درجة ضياء عالية ومعظم ما تنتجه هو الأشعة فوق البنفسجية. وهي أندر أنواع النجوم الرئيسية طبقا للنسق الأساسي. فواحد من كل 3,000,000 نجم من نجوم النسق الأساسي (main sequence) ينتمي للنوع الفائق الكتلة "O"<. والنجوم التي تنتمي إلى هذا النوع تكون ذات كتل هائلة (بين 20 إلى 100 كتلة شمسية، وتطلق طاقة بما يعادل مليون ضعف ما تطلقه الشمس. تنتمي أكبر النجوم على الإطلاق إلى النوع O.
تـُظهر هذه النجوم خطوط امتصاص قوية جدا. وأحيانا تصدر خطوط هيليوم II (الهيليوم المتأين)، ومن المعادن المتأينة الهامة: خطوط سيليكون IV وأوكسجين III ونيتروجين III وكربون III، وخطوط هيليوم متعادلة، تزداد قوةً من درجة O5 إلى O9. بسبب ضخامة نجوم النوع O الشديدة فنواها تكون شديدة الحرارة تصل أحيانا إلى 500 مليون كلفن. ولهذا فإنها تحرق وقودها من الهيدروجين بسرعة كبيرة، وتترك النسق الأساسي بسرعة خلال تطورها. وتبين الأرصاد الحديثة بواسطة مقراب سبيتزر الفضائي أن عملية تكوّن الكواكب لا تحدث حول النجوم من النوع O بسبب الإشعاعات الكهرومغناطيسية الشديدة التي تطلقها هذه النجوم.
أمثلة: النجم النطاق في كوكبة الجبار، سهيل هدار (زيتا الكوثل)، الميسان (نجم) في كوكبة الجبار، والمنطقة (دلتا الجبار).

### نوع B

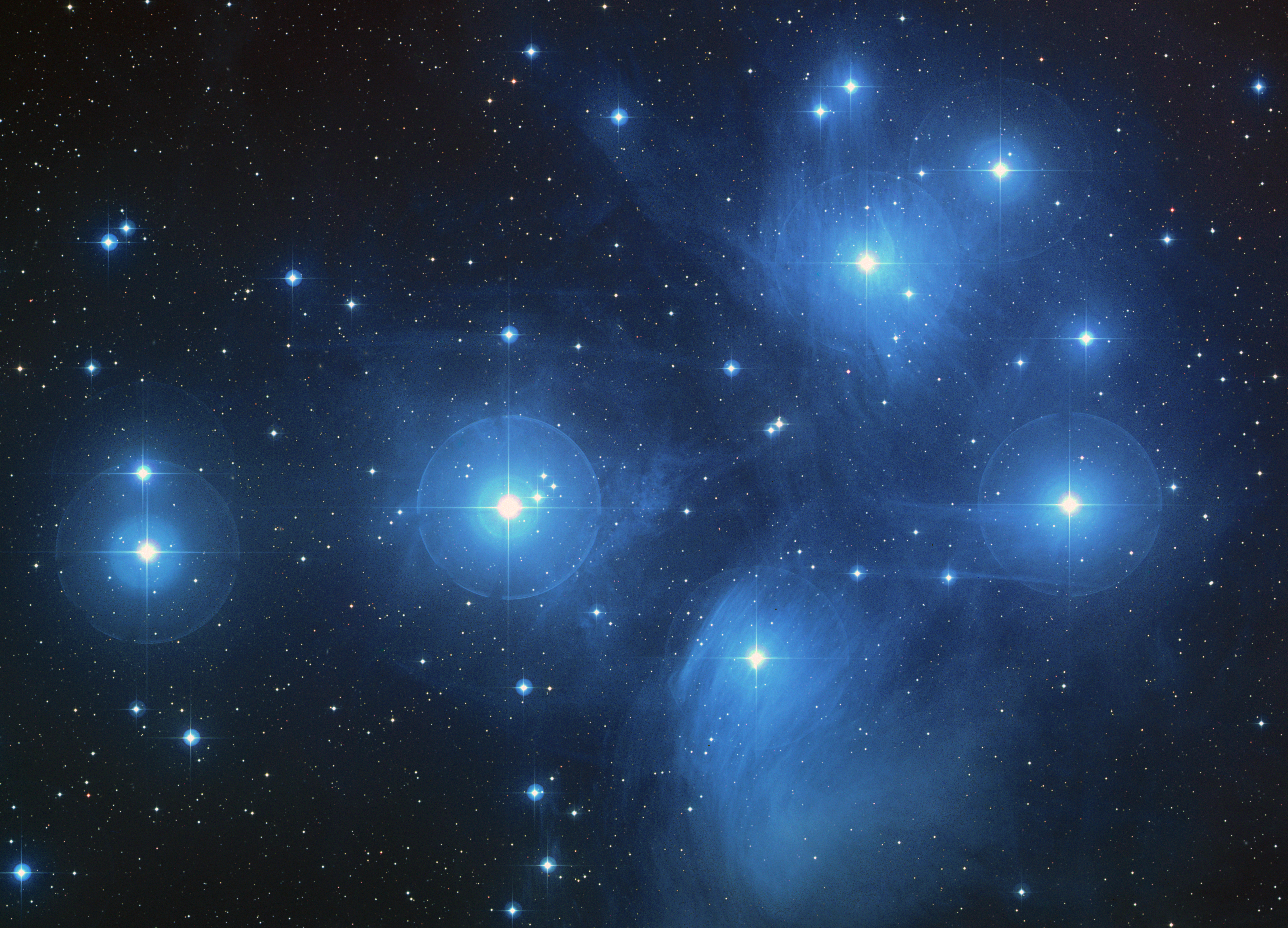
عنقود الثريا النجمي المفتوح وتوجد فيه العديد من نجوم نوع B اللامعة.

النجوم من نوع "B" ساطعة إلى أبعد الحدود وزرقاء اللون وخطوط الهيدروجين فيها معتدلة. ونجوم النوعين "B" و"O" تمتاز بأنها قوية جدا في مختلف خصائصها وأنها تحيى لمدة قصيرة جدا، ولذلك فالنجوم من هذين النوعين لا تكون بعيدة جدا عن مكان ولادتها. وغالبا ما تكون هذه النجوم في تجمعات تعرف بـ«بعناقيد OB» والتي تترافق مع سحب جزيئية عملاقة. ومن أمثلتها «عنقود الجبار OB1» النجمي الذي يغطي جزءا كبيراً نسبياً من إحدى الأذرع الحلزونية لمجرتنا - درب التبانة - ويحتوي على العديد من نجوم كوكبة الجبار اللامعة. 1 من كل 800 نجم من نجوم النسق الأساسي المجاورة لشمسنا ينتمي إلى نوع "B".
ومن أمثلتها: رجل الجبار والسماك الأعزل والنجوم اللامعة في عنقود الثريا النجمي.

### نوع A
أغلب النجوم من النوع "A" تُرى بالعين المجردة ولونها بين الأبيض والأبيض المزرق، ولديها خطوط هيدروجين قوية وأقواها في نوع "A0"، 1 من كل 160 نجم من نجوم النسق الأساسي المجاورة لشمسنا ينتمي إلى هذا النوع.
ومن أمثلتها: النسر الواقع والشعرى اليمانية وذنب الدجاجة والنسر الطائر.

### نوع F
لونها أبيض وتملك خطوط هيدروجين ضعيفة، 1 من كل 33 نجم من نجوم النسق الأساسي المجاورة لشمسنا ينتمي إلى هذا النوع.
ومن أمثلتها: نجم الراقص وسهيل والشعرى الشامية.

### نوع G

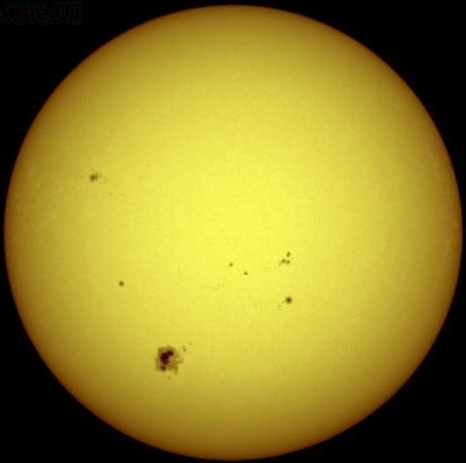
أشهر نجوم نوع G وهي الشمس، وتظهر على قرصها بعض الكلف الشمسية.

تنتمي شمسنا إلى هذا النوع، حيث 1 من كل 13 نجم من نجوم النسق الأساسي طبقا مخطط هرتسبرونغ-راسل التي تنتمي الشمس لها، ينتمي فئة الطيف G. أكثر خطوط الطيف الملحوظة هما خطي "H" و"K" للكالسيومII في فئة الطيف G2. ويحوي طيف تلك النجوم خطوط هيدروجين ولكنها أضعف مما تحويه النجوم من نوع F.
وتحتوي أطياف التصنيف G أيضا خطوطا لمعادن متأينة ومعادن متعادلة، كما نجد في الطيف G خطوطا لجزيئات مركبات الكربون والهيدروجين CH.
غالبا ما يتراوح نوع طيف النجوم الفائقة العملقة والنجوم المفرطة العملقة بين التصنيف نجم-O أو B (أزرق) وK أو M (أحمر). بينما لا تبقى تلك العمالقة طويلا في التصنيف G لمدة طويلة حيث أنها لا تكون مستقرة بسبب كتلتها العظيمة، وتفارق هذا التصنيف خلال تطورها لتصبح نجومًا فائقة العملقة حمراء.
أمثلة: الشمس، رجل القنطور أ، العيوق، تاو قيطس.

### نوع K
النجوم من نوع K برتقالية اللون حيث أنها أبرد من شمسنا. بعض نجوم النوع K هي عمالقة أو نجوم فائقة العملقة مثل السماك الرامح، وأيضًا بعضها أقزام برتقالية مثل رجل القنطور ب. ونجوم النوع K تملك خطوط هيدروجين ضعيفة للغاية، وأكثر المعادن تواجداً فيها هي المنغنيز والحديد والسيليكون. 1 من كل 8 من نجوم النسق الأساسي المجاورة للشمس تنتمي إلى النوع K. وهناك اعتقاد بأن نجوم النوع K تملك احتمالية كبيرة جدا بوجود حياة حولها.
أمثلة: رجل القنطور ب، إبسلون النهر، السماك الرامح، الدبران.

### نوع M
من النجوم المجاورة للشمس أكثر الأنواع انتشارا على الإطلاق هو النوع M. فهي تكون نحو 76% من نجوم النسق الأساسي وشمسنا تنتمي إلى هذا النوع. بالرغم من أن معظم النجوم من نوع M هي أقزام حمراء، إلى أن معظم النجوم العملاقة والعديد من النجوم الفائقة العملقة مثل منكب الجوزاء وقلب العقرب تنتمي إليه. يُظهر طيف نجوم النوع M خطوطًا لجميع المعادن لكن خطوط الهيدروجين لا توجد فيه عادة. يُمكن أن يكون أكسيد التيتانيوم قويًا في طيف هذا النوع، وعادة يكون قويًا في درجة M5 من الطيف.
أمثلة: منكب الجوزاء، قلب العقرب (نجوم فائقة العملقة).
أمثلة: بروكسيما القنطور، نجم برنارد، غليزا 581 (أقزام حمراء).